# Gary Wright

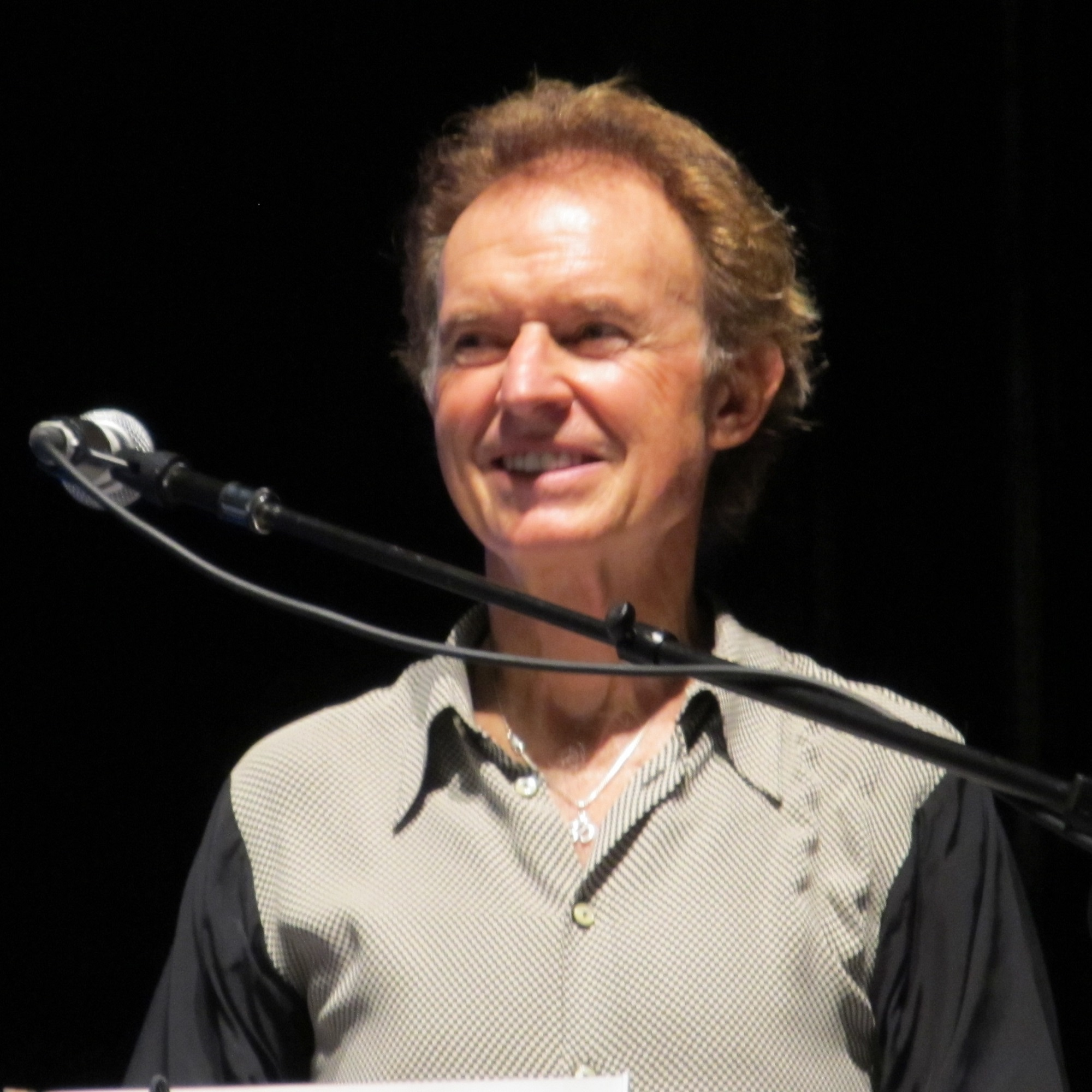
Gary Wright (2011)

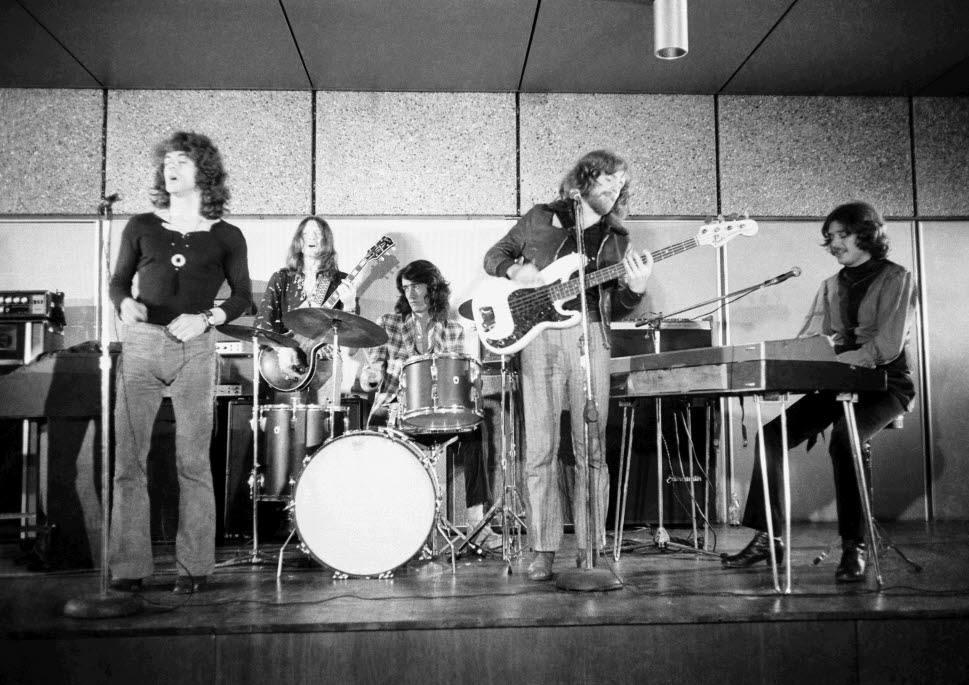
Auftritt von Spooky Tooth in Kiel mit Gary Wright am Keyboard (1969)

Gary Malcolm Wright (* 26. April 1943 in Cresskill, New Jersey; † 4. September 2023 in Palos Verdes Estates, Los Angeles) war ein US-amerikanischer Komponist und Musiker.

## Leben
Gary Wright trat schon als Kind in einer Fernsehshow auf. In den 1960er Jahren kam er nach Europa (u. a. auch nach Berlin), um Psychologie zu studieren. Im Jahr 1967 wurde er Gründungsmitglied der Gruppe Spooky Tooth, die sich in den 1970er Jahren mehrmals auflöste und neu formierte. In den Zwischenzeiten verfolgte er eine Solokarriere, die 1976 in den Hits Dream Weaver und Love is Alive gipfelte. Das Album The Dream Weaver erreichte Platz 7 der Albumcharts und sollte sein erfolgreichstes bleiben. Bis Anfang der 1980er-Jahre veröffentlichte er weiterhin recht erfolgreich Alben und Singles, die sich in den Billboard-200-Albumcharts respektive den Billboard Hot 100 platzieren konnten, den Erfolg von Dream Weaver konnte er jedoch nicht wiederholen. Seine danach veröffentlichten Alben waren kommerziell weit weniger erfolgreich und platzierten sich nicht mehr in den Charts.
Wright war auch als Komponist für zahlreiche Künstler und Bands tätig. Seine Titel wurden unter anderem von Judas Priest, Joe Cocker, Peter Frampton, Foreigner, George Harrison, Kenny Loggins und Manfred Mann’s Earth Band interpretiert. Zudem arbeitete Wright auch als Tonmixer an zahlreichen Produktionen von Eric Clapton.
Gary Wright verstarb am 4. September 2023 in Palos Verdes Estates im Alter von 80 Jahren.

## Diskografie

### Alben
| Jahr | Titel               | Höchstplatzierung, Gesamtwochen, AuszeichnungChartsChartplatzierungen (Jahr, Titel, Platzierungen, Wochen, Auszeichnungen, Anmerkungen) | Anmerkungen                             |
| Jahr | Titel               | US | Anmerkungen                             |
| ---- | ------------------- | --- | --------------------------------------- |
| 1975 | The Dream Weaver    | US7 ×2Doppelplatin · (75 Wo.)US | Erstveröffentlichung: 30. Juli 1975     |
| 1977 | The Light of Smiles | US23 (15 Wo.)US | Erstveröffentlichung: 3. Februar 1977   |
| 1977 | Touch and Gone      | US117 (9 Wo.)US | Erstveröffentlichung: 26. November 1977 |
| 1979 | Headin’ Home        | US147 (5 Wo.)US | Erstveröffentlichung: 15. Juni 1979     |
| 1981 | The Right Place     | US79 (19 Wo.)US | Erstveröffentlichung: 1981              |

Weitere Alben
- 1971: Extraction
- 1972: Footprint
- 1988: Who I Am
- 1995: First Signs of Life
- 1999: Human Love
- 2008: Waiting to Catch the Light
- 2010: Connected

### Singles
| Jahr | Titel Album                           | Höchstplatzierung, Gesamtwochen, AuszeichnungChartsChartplatzierungen (Jahr, Titel, Album, Platzierungen, Wochen, Auszeichnungen, Anmerkungen) | Anmerkungen                         |
| Jahr | Titel Album                           | US | Anmerkungen                         |
| ---- | ------------------------------------- | --- | ----------------------------------- |
| 1975 | Dream Weaver The Dream Weaver         | US2 Gold · (20 Wo.)US | Erstveröffentlichung: November 1975 |
| 1976 | Love Is Alive The Dream Weaver        | US2 (26 Wo.)US | Erstveröffentlichung: März 1976     |
| 1976 | Made To Love You The Dream Weaver     | US79 (5 Wo.)US | Erstveröffentlichung: Oktober 1976  |
| 1977 | Phantom Writer The Light of Smiles    | US43 (7 Wo.)US | Erstveröffentlichung: März 1977     |
| 1977 | Touch and Gone                        | US73 (3 Wo.)US | Erstveröffentlichung: Dezember 1977 |
| 1981 | Really Wanna Know You The Right Place | US16 (17 Wo.)US | Erstveröffentlichung: Juni 1981     |

Weitere Singles
- 1981: Heartbeat

### Als Gastmusiker (Auswahl)
- 1970: All Things Must Pass – George Harrison
- 1971: In London – B. B. King
- 1971: Nilsson Schmilsson – Harry Nilsson
- 1973: Sometimes a Memory Ain’t Enough – Jerry Lee Lewis
- 1973: Living in the Material World – George Harrison
- 1974: Goodnight Vienna – Ringo Starr
- 1974: Dark Horse – George Harrison
- 1975: Extra Texture (Read All About It) – George Harrison
- 1976: Thirty Three & 1/3 – George Harrison
- 1979: George Harrison – George Harrison
- 1981: Face Value – Phil Collins
- 1987: Cloud Nine – George Harrison